# Giovani Hernández
Emmanuel Giovani Hernández Neri (* 4. Januar 1993 in Guadalajara, Jalisco) ist ein mexikanischer Fußballspieler, der vorwiegend im Mittelfeld agiert.

## Laufbahn
Hernández erhielt seine fußballerische Ausbildung bei seinem Heimatverein Club Deportivo Guadalajara, für den er in den verschiedenen Jugend- und Nachwuchsmannschaften spielte, ehe ihm 2012 erstmals der Sprung in die erste Mannschaft gelang. Obwohl er 2014 und im ersten Halbjahr 2015 quasi zur Stammformation gehörte und in diesem Zeitraum 38 Einsätze in der höchsten mexikanischen Spielklasse absolvierte, spielte er anschließend auf Leihbasis für die Zweitligisten Dorados de Sinaloa und Deportivo Tepic. Bei seiner Rückkehr in die erste Liga zu den Tiburones Rojos Veracruz (2017) und Club Necaxa (2018) blieb ihm bei jeweils nur einem Einsatz der Sprung in die Stammformation versagt, der ihm aber zuletzt beim Zweitligisten Atlético Zacatepec gelang.